# Borki-Wyrki (gromada)
Borki-Wyrki – dawna gromada, czyli najmniejsza jednostka podziału terytorialnego Polskiej Rzeczypospolitej Ludowej w latach 1954–1972.
Gromady, z gromadzkimi radami narodowymi (GRN) jako organami władzy najniższego stopnia na wsi, funkcjonowały od reformy reorganizującej administrację wiejską przeprowadzonej jesienią 1954 do momentu ich zniesienia z dniem 1 stycznia 1973, tym samym wypierając organizację gminną w latach 1954–1972.
Gromadę Borki-Wyrki z siedzibą GRN w Borkach-Wyrkach utworzono – jako jedną z 8759 gromad – w powiecie siedleckim w woj. warszawskim, na mocy uchwały nr VI/10/18/54 WRN w Warszawie z dnia 5 października 1954. W skład jednostki weszły obszary dotychczasowych gromad Borki-Kosy i Borki-Wyrki ze zniesionej gminy Zbuczyn oraz obszary dotychczasowych gromad Helenów, Kosiórki, Paduchy i Sołdy ze zniesionej gminy Wiśniew w tymże powiecie. Dla gromady ustalono 11 członków gromadzkiej rady narodowej.
31 grudnia 1959 z gromady Borki-Wyrki wyłączono wsie Sołdy, Paduchy, Kosiorki i Helenów, włączając je do gromady Wiśniew w tymże powiecie, po czym gromadę Borki-Wyrki zniesiono a jej (pozostały) obszar włączono do gromady Zbuczyn Poduchowny tamże.